# Diego Bosis
Diego Bosis   (Bèrgam, 19 d'octubre de 1967 - Milà, 14 de febrer de 2012) fou un pilot de trial italià. Durant les dècades del 1980 i 1990 va ser un dels competidors més destacats del campionat del món de trial i de trial indoor i en va aconseguir tres subcampionats mundials, dos d'outdoor (1987 i 1990) i un d'indoor (1993). També va guanyar el Trial de les Nacions l'any 1987 integrant l'equip estatal italià i va ser sis vegades Campió d'Itàlia absolut (1986-1987 i 1989 a 1992).

## Biografia
Diego Bosis va disputar les seves primeres proves de trial infantil el 1979, a dotze anys, i el 1982, a quinze, va guanyar el Campionat d'Itàlia de 50 cc en categoria cadet, un títol que revalidà l'any següent. El 1984 va debutar al campionat del món i hi va acabar en catorzena posició. El 1987 protagonitzà la seva millor temporada en aquest campionat i, amb la seva victòria a la ronda dels EUA, esdevingué el primer italià a guanyar una prova del mundial (a començaments d'any ja havia guanyat el prestigiós Trial Indoor Solo Moto). Va acabar la temporada en segon lloc darrere de Jordi Tarrés, un resultat que es repetí el 1990. A banda dels seus dos subcampionats, Bosis acabà el mundial en tercera posició tres vegades (1989, 1991 i 1992). Al llarg de la seva carrera, va pilotar per als equips de fàbrica de Fantic, Montesa, Aprilia, Beta i Gas Gas.
Després de quasi trenta anys d'activitat, Bosis es va retirar breument de les competicions el 2006 i va treballar amb la Comissió de Trial de la FIM del 2010 al 2011, ajudant en el disseny de les zones per als campionats del món. Al mateix temps, seguí competint a Itàlia i en proves internacionals destacades, com ara el Trial de les Nacions en què acumulà més de 20 participacions representant Itàlia. El 2011 va prendre part a l'edició de celebració del centenari dels Sis Dies d'Escòcia de Trial, pocs mesos abans de la seva mort sobtada.

## Mort
Diego Bosis es va morir el 14 de febrer del 2012 a 44 anys d'un infart, mentre anava de Bèrgam a Milà en tren, cap a dos quarts de set del matí. Poc abans de morir, seguia impartint sovint cursets de trial.
A la desfilada de participants prèvia a l'inici de l'edició del 2012 dels Sis Dies d'Escòcia, James Dabill va llegir un homenatge a Diego Bosis que va ser llargament aplaudit pels espectadors presents al centre de Fort William.

## Palmarès
| Any          | Motocicleta  | C. del Món outdoor | C. del Món indoor | TDN | Campionat d'Itàlia | Títols |
| ------------ | ------------ | ------------------ | ----------------- | --- | ------------------ | ------ |
| 1984         | Fantic       | 14è                | -                 | 3r  |                    | -      |
| 1985         | Montesa      | 8è                 | -                 | 3r  |                    | -      |
| 1986         | Montesa      | 6è                 | -                 | 2n  | 1r                 | 1      |
| 1987         | Aprilia      | 2n                 | -                 | 1r  | 1r                 | 2      |
| 1988         | Aprilia      | 5è                 | -                 | 2n  |                    | -      |
| 1989         | Aprilia      | 3r                 | -                 | 2n  | 1r                 | 1      |
| 1990         | Aprilia      | 2n                 | -                 | 3r  | 1r                 | 1      |
| 1991         | Fantic       | 3r                 | -                 | 4t  | 1r                 | 1      |
| 1992         | Fantic       | 3r                 | -                 | 3r  | 1r                 | 1      |
| 1993         | Fantic       | 10è                | 2n                | 3r  |                    | -      |
| 1994         | Beta         | 7è                 | 5è                | 3r  |                    | -      |
| 1995         | Beta         | 13è                | 10è               | 4t  |                    | -      |
| 1996         | Gas Gas      | 18è                | -                 | -   |                    | -      |
| 1997         | Montesa      | 18è                | -                 | 3r  |                    | -      |
| 1998         | Montesa      | 11è                | -                 | 3r  |                    | -      |
| 1999         | Montesa      | 14è                | 11è               | 4t  |                    | -      |
| 2000         | Montesa      | 21è                | 13è               | 4t  |                    | -      |
|              |              |                    |                   |     |                    |        |
| 2003         | Montesa      | -                  | -                 | 4t  |                    | -      |
| 2004         | Montesa      | -                  | -                 | 5è  |                    | -      |
| 2005         | Montesa      | -                  | -                 | 4t  |                    | -      |
| 2006         | Montesa      | -                  | -                 | 4t  |                    | -      |
| 2007         | Montesa      | -                  | -                 | 5è  |                    | -      |
| Total títols | Total títols | 0                  | 0                 | 1   | 6                  | 7      |

Notes
1. ↑  La classificació consignada a TDN fa referència a la posició final obtinguda per l'equip estatal
2. ↑  Al total de títols s'hi compten tots els campionats estatals o internacionals guanyats, incloent-hi el TDN